# Avintes
Avintes ist eine Gemeinde im Nordwesten Portugals.

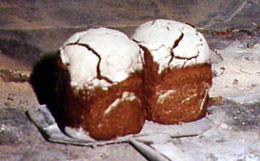
Spezialität des Orts: Broa de Avintes (dt.: Brot von Avintes)

Avintes gehört zum Kreis Vila Nova de Gaia im Distrikt Porto, besitzt eine Fläche von 8,8 km² und hat 10.836 Einwohner (Stand 19. April 2021).

## Gemeindepartnerschaften
- : Ponteceso (Galicien), Spanien
- : Castanheira do Ribatejo, Portugal[3]